# Småfåglar

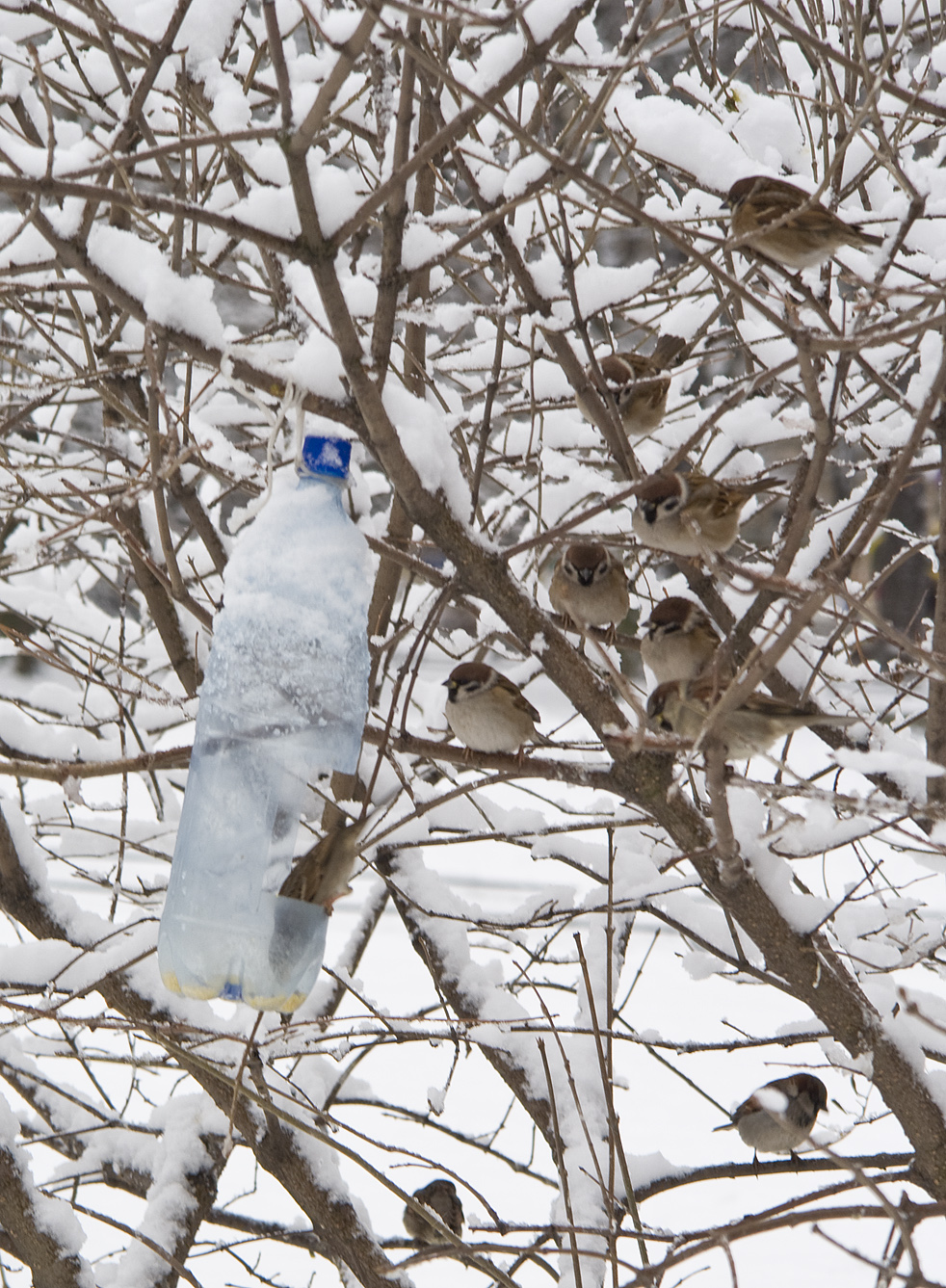
Pilfinkar som tillhör gruppen sparvfinkar kallas ofta bara för sparvar eller småfåglar.

Småfåglar är en vardaglig, icke vetenskaplig benämning på mindre fåglar särskilt - men inte enbart - sådana som återfinns i människans närhet. De allra flesta småfåglar återfinns inom den biologiska ordningen tättingar; typiska småfåglar är ärlor, mesar, finkar, sångare, sparvfinkar, och fältsparvar. De två sistnämnda familjerna representerar vad som vardagligt brukar kallas sparvar.
De flesta fågelholkar som sätts upp är i storlek för småfåglar, precis som de vanligaste anordningarna för att mata fåglar såsom fågelbord där man lägger ut fröblandningar, ofta baserade på solrosfrö och hampfrö. Fåglarna matas även med särskilt tillverkade talgbollar, och det förekommer att man hänger upp halverade kokosnötter åt småfåglarna. En gammal jultradition är att ställa ut en julkärve som fågelmat. Idag finns dock ofta restriktioner för fågelmatning inom områden med flerbostadshus, utfärdade av hyresvärd eller bostadsrättsförening. Orsaken är att fåglarnas avföring anses skräpa ner, och att kvarbliven fågelmat på marken kan dra till sig råttor.
Småfåglar fångas och äts som mat på olika ställen i världen. Man nyttjar då oftast nät, snaror eller limspö. I norra Europa är det idag ovanligt att äta småfågel, men brukligt förr. De ätbara småfåglarna kallades i Sverige för kramsfågel.